# Anemograf
Anemograf je mjerni instrument ili naprava koja trajno bilježi brzinu i smjer vjetra na papirnatoj vrpci (anemogram) ili elektronički medij. Sastoji se od pokretnoga (dijelovi kao na anemometru te vjetrokazu) i zapisnoga dijela. Omogućuje uvid u promjene osnovnih značajki vjetra u određenim vremenskim razmacima.

## Objašnjenje
Anemografi služe za kontinuiranu registraciju smjera i brzine vjetra. Mogu biti mehanički i električni. Od mehaničkih najpoznatiji je univerzalni anemograf, koji registrira smjer, prijeđeni put i trenutnu brzinu vjetra. Na okomitoj osovini učvršćena je vjetrulja i tri rotirajuće šalice, koje određuju prevaljeni put vjetra. Okretanje vjetrulje prenosi se dvjema osovinama na posebni mehanizam, vezan za pera koja pišu smjer vjetra na valjku sa satnim mehanizmom. Prandtl-Pitotova cijev ugrađena je na tijelo vjetrulje, pa se tlakovi prenose sustavom cijevi na posebnu napravu u obliku obrnutog zvona koje pliva u cilindru ispunjenu tekućinom. Gibanje zvona sukladno (proporcionalno) je razlici dinamičkog i statičkog tlaka, a to se gibanje preko jedne poluge prenosi na pero koje bilježi trenutnu brzinu vjetra. 
Električni anemografi imaju Robinsonov križ, vjetrulju, te registracijski dio (bilježenje). Trenutne brzine vjetra srazmjerne su veličini inducirane električne struje u električnom generatoru ispod Robinsonova križa. Te se struje odvode na registrator, a srednja brzina vjetra (najčešće za razdoblje od 10 minuta) dobiva se kontaktnim uređajem, koji nakon određenog puta daje električne impulse. Impulsi se na registracijskom uređaju zbrajaju, a pisalo se nakon 10 minuta vraća u početni položaj. Moderni uređaji integriraju trenutne brzine vjetra u izabranom razdoblju pomoću mikroprocesora, pa se na registratoru dobivaju srednje vrijednosti za čitavo razdoblje. Analognom integracijom dobiva se i srednji smjer vjetra. Anemografi starije izvedbe imaju prijenos trenutnog položaja vjetrulje kontaktnim biračima, kliznim otpornicima ili selsinskim motorima.